# Fassuta
Fassouta (em árabe: فسوطة, em hebraico:  פַסּוּטָה‬) é um conselho local nas encostas noroeste do Monte Meron, no Distrito Norte de Israel, ao sul da fronteira com o Líbano. Em 2019, tinha uma população de 3,172, quase todos cristãos melquita.

## História
Houve várias escavações arqueológicas em Fassuta, que revelam assentamentos desde o início da Idade do Bronze, através da Idade do Ferro, Helenística e as eras Mameluco.
Na era dos cruzados, Fassuta era conhecido como Fassove.  Em 1183, foi notado que Godfrey de Tor vendeu as terras da aldeia a Joscelino III. Em 1220, a filha de Joscelino III, Beatrix de Courtenay, e seu marido Otto von Botenlauben, conde de Henneberg, venderam suas terras, incluindo Fassove, aos Cavaleiros Teutônicos.

### Império Otomano
Fassuta foi incorporada ao Império Otomano em 1517 e, nos registros fiscais de 1596, fazia parte do Anaia de Aca do sanjaco de Safade. Tinha uma população de 12 famílias muçulmanas e 3 solteiros muçulmanos. Os aldeões pagavam uma taxa fixa de imposto de 20% sobre o trigo, cevada, árvores frutíferas e cabras ou colmeias; um total de 1.988 akçe.
Em 1838, Fesutha era conhecido como um vilarejo cristão e druso no distrito de El-Jebel, a oeste de Safed.
Em 1881, o PEF ' 's Survey of Western Palestine '(SWP) descreveu Fassuta como "uma aldeia, construída de pedra, contendo cerca de 200 cristãos, situado no cume, com jardins de figos, azeitonas, e terras aráveis. Existem duas cisternas na aldeia e uma boa nascente nas proximidades."
Uma lista da população de cerca de 1887 mostrou que Fassutah tinha cerca de 570 habitantes.

### Mandato Britânico

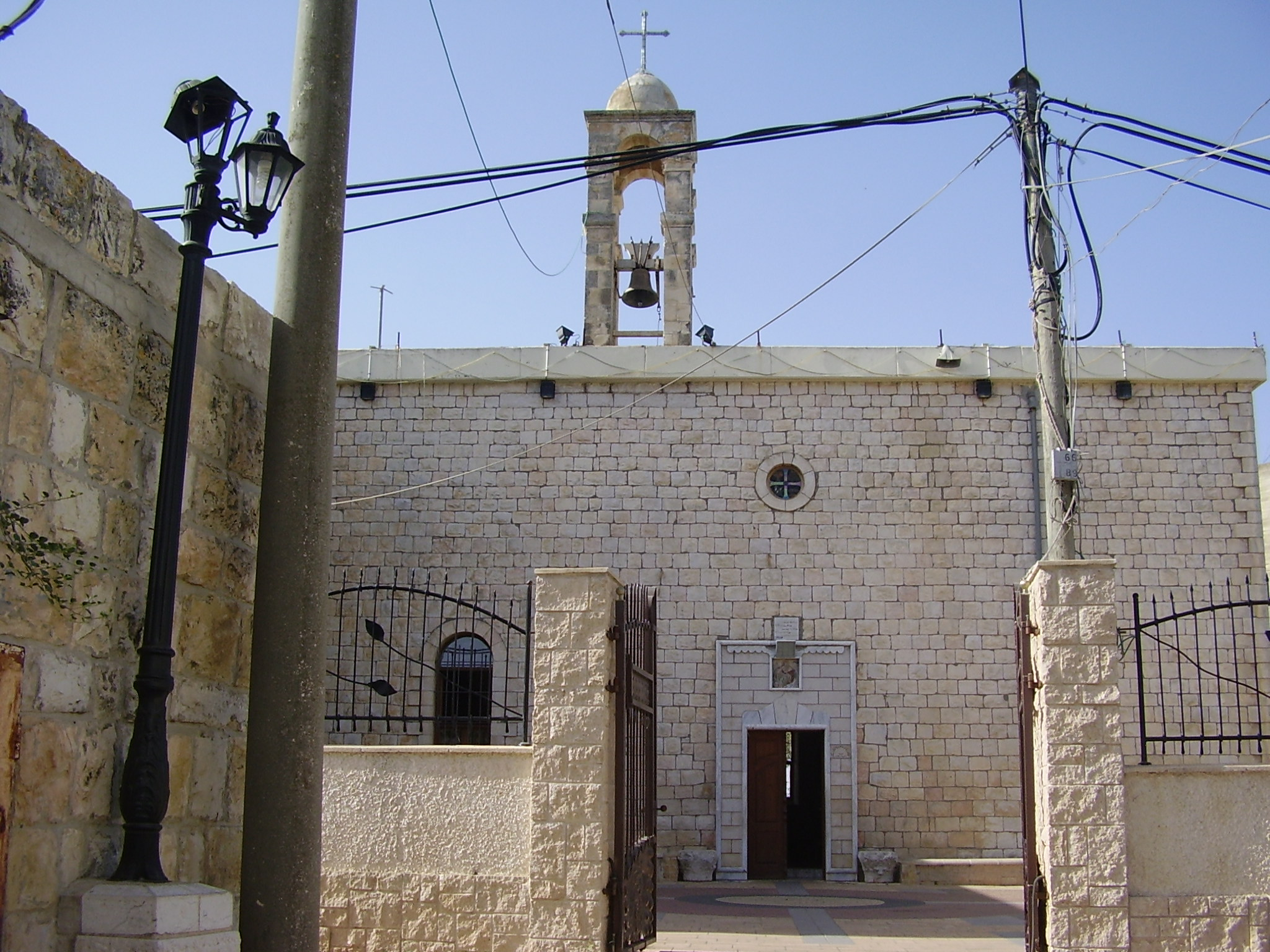
Igreja Mar Elias em Fassuta

Na época do censo de 1922 da Palestina conduzido pelo Mandato Britânico, Fassuta tinha uma população de 459, 444 cristãos e 15 muçulmanos, onde os cristãos eram 1 ortodoxo, 18 sírio-ortodoxos e 425 mesquitas. No censo de 1931, a população combinada de Fassuta e Mansura era de 507 cristãos palestinos e 81 muçulmanos, vivendo em um total de 129 casas.
Nas estatísticas de 1945, Fassuta tinha 1.050 habitantes.  A população combinada de Fassuta, Al-Mansura e Dayr al-Qasi era de 2.300, e sua área total era de 34.011 dunums. 1.607 dunams eram plantações e terras irrigáveis, 6.475 usadas para cereais, enquanto 247 dunams eram terras urbanas. Entre 1922 e 1947, a população de Fassuta aumentou 120%.

### Israel
No final de outubro de 1948, a vila foi capturada pelo exército israelense durante a Operação Hiram. A maior parte da população muçulmana fugiu ou foi expulsa, mas muitos cristãos permaneceram. Em dezembro de 1949, o IDF apresentou um plano para expulsar a população remanescente de Fassuta e cinco outras aldeias, a fim de criar um Zona livre de árabes de 5–10 km ao longo da fronteira com o Líbano. Este plano foi bloqueado pelo ministério responsável pelas relações exteriores, que temia uma reação internacional. A população árabe permaneceu sob a Lei Marcial até 1966.

## Demografia
Em 2005, a população de Fassuta era de 2.900 residentes, com uma taxa de crescimento anual da população de 0,9%. Todos os habitantes são cristãos da Igreja Católica Melquita (Grega). Em 2000, 60,5% dos alunos do ensino médio de Fassuta foram aprovados no exame de admissão Bagrut. Em 2000, a renda média era de 3.748 NIS, em comparação com a média nacional de 6.835 NIS. 

## Religião e cultura
Em 2007, a Igreja Mar Elias em Fassuta celebrou o seu 100º aniversário. A igreja leva o nome de Elias, o santo padroeiro da aldeia. Uma grande estátua de Mar Elias fica na praça central.

## Arqueologia
Em 1875, Guérin encontrou vestígios de ruínas antigas: "Numerosas cisternas, um grande reservatório, vestígios de muitas casas em ruínas, pedras lapidadas demarcando o chão e uma dúzia de prensas quase perfeitas. Essas impressoras são todas do mesmo modelo: trabalhados na rocha, eram constituídos por dois compartimentos, um maior, no qual eram colocadas as uvas, e um menor e mais embaixo, no qual era recebido o suco. Na humilde igreja da aldeia moderna, observei um capítulo imitando Corinto, e provavelmente do período bizantino. Em duas de suas faces foi esculpida uma cruz com galhos iguais. Acima da porta da igreja principal foi colocado para um lintel um fragmento de friso decorado com flores e folhagens elegantemente executado."